# Drapeau du Rwanda
Le drapeau du Rwanda est l’emblème et le drapeau national de la République du Rwanda. Adopté le 25 octobre 2001, il est composé de trois bandes horizontales de couleurs bleu, jaune et verte, avec un soleil dans le coin haut droit.
Un drapeau tricolore à trois bandes verticales d'égales dimensions et de couleur rouge, jaune et verte, avec la lettre R majuscule au centre de la bande jaune, était auparavant utilisé de l'indépendance du pays en 1961 jusqu'en 2001.

## Description du drapeau national
Il est formé de trois bandes de couleurs disposées horizontalement de bas en haut. Une bande de couleur verte suivie d'une bande de couleur jaune d'égales dimensions couvrent sa moitié inférieure. La moitié supérieure plus large est couverte d'une bande de couleur bleue, portant dans sa partie droite l'image du soleil avec des rayons de couleur jaune dorée. Le soleil et ses rayons sont séparés par un anneau bleu.

## Symbolique
Plusieurs symboliques sont attribuées aux couleurs du drapeau :
- Le vert symbolise l'espoir et la prospérité grâce à l'utilisation rationnelle de la force des Rwandais et des ressources du pays.
- Le jaune symbolise le développement économique. Les Rwandais doivent s'atteler au travail afin d'arriver au développement économique durable.
- Le bleu symbolise le bonheur et la paix. Les Rwandais doivent lutter pour la paix qui les amènera au développement économique durable et au bonheur.
- Le soleil et ses rayons de couleur jaune dorée symbolisent la lumière qui éclaire progressivement tout le peuple. Ceci traduit l'unité, la transparence et la lutte contre l'ignorance.

## Histoire

Premier drapeau (1959-1961)
Second drapeau (1961-2001)

Le premier drapeau, tricolore, arborait les couleurs panafricaines, rouge, jaune et vert, sur trois bandes verticales d’égales dimensions symbolisant respectivement le sang versé pour la libération, la paix et la tranquillité, et l'espoir et l'optimisme. Il devint officiel lors de la proclamation de la république du Rwanda le 28 janvier 1961.
Mais ce drapeau était absolument identique à celui de Guinée (Guinée-Conakry). La lettre R, initiale du nom du pays, fut donc ajoutée peu de temps après dans la bande jaune médiane pour différencier le drapeau rwandais de celui de la Guinée.
Un nouveau drapeau est adopté le 25 octobre 2001 après la période de transition qu'a connu le pays pour sortir du génocide. Le précédent drapeau était en effet trop lié aux événements qui avaient ensanglanté le pays. La suppression du rouge, remplacé par du bleu d'une bande plus large que les deux autres, ainsi que l'ajout d'un soleil, représente ainsi la volonté revendiquée de couper avec la période précédente et de se tourner vers l'avenir.